# Bistum Walla Walla
Das Bistum Walla Walla (lat.: Dioecesis Valle-Valliensis) war eine in den Vereinigten Staaten gelegene römisch-katholische Diözese mit Sitz in Walla Walla. 

## Geschichte
Das Bistum wurde von Papst Pius IX. aus Gebietsabtretungen des Bistums Oregon City errichtet und am 29. Juli 1850 dem neuen Erzbistum Oregon City als Suffraganbistum unterstellt.
Ebenfalls im Jahre 1850 wurde das Bistum Nesqually errichtet, als Vorgänger des heutigen Erzbistums Seattle. Dazu musste das Bistum Walla Walla Gebietsabtretungen vornehmen, und es wurde im Jahre 1853 offiziell aufgelöst. Die Diözese wurde am 29. Juli 1853 mit dem kurzen Per similis von Papst Pius IX. selbst aufgelöst, ihr Territorium wurde zwischen den Bistümern Nesqually und Oregon City aufgeteilt.
Seit 1974 zählt Walla Walla zu den Titularbistümern der römisch-katholischen Kirche

## Bischöfe von Walla Walla
- Augustin Magloire Alexandre Blanchet (28. Juli 1846–31. Mai 1850, dann Bischof von Nesqually)
- Francis Xavier Norbert Blanchet (31. Mai 1850–29. Juli 1853, Apostolischer Administrator, gleichzeitig Bischof von Oregon City, zurückgetreten)